# コガネヒメグモ

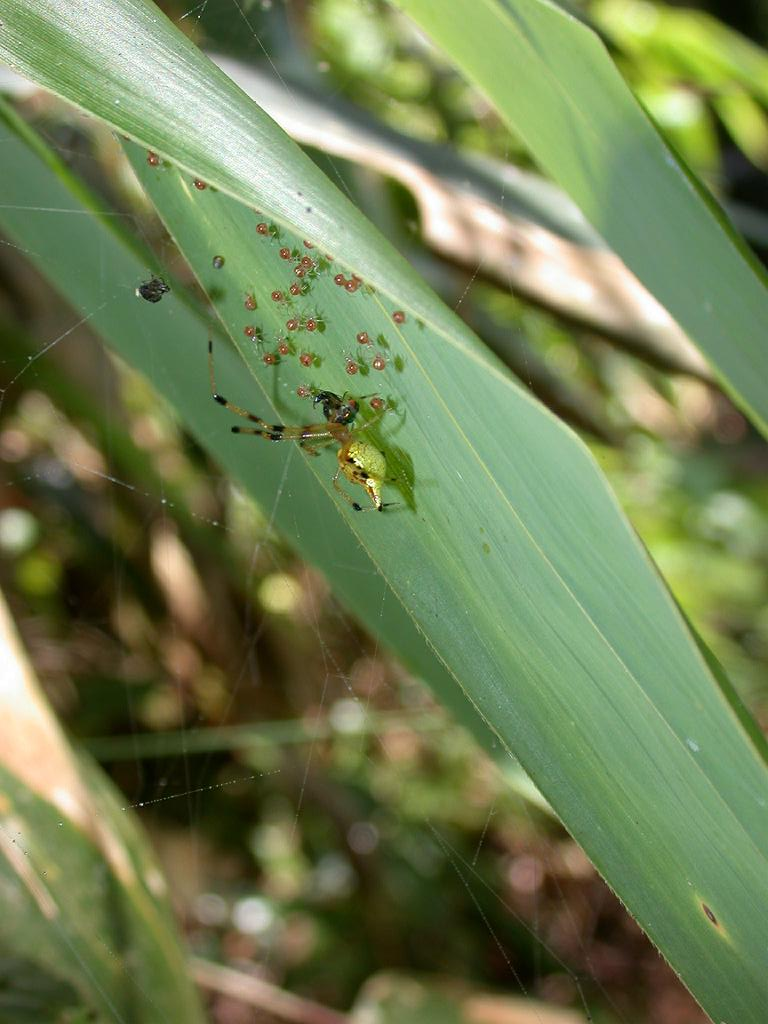
葉裏にある網の様子

コガネヒメグモ Chrysso scintillans は、ヒメグモ科のクモの1種。腹部が金色をしており、瞬時に色が変わる。幼生をミルクで育てることでも知られている。

## 特徴
体長は雌で7mmほど、雄では4-5mm。背甲は平坦で、頭部は特に隆起していない。胸部中央にある窪み、中窩は横向き。8眼はどれもほぼ同大で、前眼列は前曲（側眼が前寄り）、後眼列は後曲（側眼が後寄り）。歩脚は細長いが、この類では比較的太い。第1脚が最も長く、第3脚が一番短く、その差は約3倍ある。腹部は後端が後方に尖って伸び、その先端は糸疣を越える。また、半ば付近で左右に張り出し、上から見ると菱形に見える。
背甲、触肢、歩脚は黄色で、歩脚の節の末端は黒く、特に第1脚の腿節と脛節では中央部にも黒い環状斑がある。歩脚には毛が多く、その色は地色と同じで、黄色い部分では黄色の、黒い部分では黒い毛となっている。胸部腹面にある胸板は黒い。腹部は全体に黄金色の鱗に覆われ、鱗の隙間が黒っぽい細い線になって見える。また腹部半ばの左右に張り出した辺りに「〈 〉」の形の黒い斑紋がある。
なお、雄では腹部は小さく、後方への突出はほとんど無い。

## 分布と生息環境
本州、四国、九州に見られ、国外では韓国、中国、ミャンマーから知られている。
山麓や山道の周辺などで見られる。

## 生態など
広葉樹の葉裏などに不規則網を張る。このクモの網を新海(2006)では垂糸網と記している。葉裏には不規則に組み合わされた糸があり、この部分には粘性がない。クモ本体はこの部分の葉裏に潜む。この粘性のない糸の部分から、下に向かって10数本の糸が垂れ下がるように張られており、この部分は粘球が並んでおり、その粘着性はとても強い。この垂れた糸は10cm程度から、時には1mになる例もある。
成体は7-9月に出現する。卵嚢は白く球形で、雌が網の中に貼り付け、保護する。

### 子の保護に関して
雌親は卵嚢を自らの網に置き、保護する。一つの卵嚢には約70個の卵を含む。孵化時には、雌親は卵嚢に幼生の出口を作る。ただし親の援助が無くても幼生自身で出口を作ることは出来る。
この幼生に対して、雌親は子グモ1匹ごとに口移しで「吐き戻し」によって給餌する。この時に与えるものをスパイダーミルクという。幼生は出てきた時はほぼ白色か薄い橙色をしており、脱皮するとやや成体に近い姿になり、約1週間は「まどい」〈クモが孵化後しばらく集団でいるものを指す〉を作っており、それから分散してゆくが、その間は雌親による口移し給餌を受ける。口移しは雌親が餌を食べた後に行われることが多い。分散の直前頃には親が子に餌を与えたり、親子共同での餌捕獲が見られる。

### 体色変化
本種は体色が瞬時に変わることでも知られる。これは、腹部の表面を覆う金色の鱗が収縮することによって起こり、刺激を受けるとその反応が起きる。その結果、鱗の背後の色である褐色部が大きく広がることになる。例えば採集をした場合など、金色だったものが急に褐色のクモになってしまう。
この現象は様々な図鑑にも期されているが、その効果や意味については不明である。Wunderlin ＆ Kropf(2013)は、この問題を扱って、その機構等について論じているが、その役割については冒頭でこのような急激な体色変化を「動物に見られるカモフラージュのうちで、もっとも印象的なものの１つ」としてあるだけで、具体的な意味などには触れていない。同様な体色変化はアシナガグモ科で多く知られ、日本ではキララシロカネグモ（シロカネグモ属）などでも見られるが、ヒメグモ科では例が多くない。

## 分類
この類の分類体系は変遷が激しいが、小野編著(2009)によると、コガネヒメグモ属には日本に6種知られている。このうちで金色の鱗を腹部に持つものは他にはおらず、その外見だけで判断が付く。また、本種のように腹部後端が後方に伸びていないものが多い。その中でホシミドリヒメグモ C. foliana が形態的にも生態面でも本種に似ている。ただし腹部は腹部は黄緑色でその上に白や黒の斑紋がある。また、ヒシガタヒメグモ属 Meotipa のものは腹部後端が尖っており、形態的に本種に似ている。かつてはそれらが本種と同属として扱われたこともある。ただし、やはり金色の鱗に包まれるものはいない。